# Algofobija
Algofobija ili algiofobija je fobija od boli i patnje, nenormalan i trajan strah od bola koji je daleko snažniji od straha normalne osobe. Može se liječiti terapijom ponašanja i lijekovima protiv anksioznosti. Izraz dolazi iz grčkog álgos - bol i phóbos - strah.
Prema Sabinu Metti, bihevioralnom psihologu, fobična reakcija je naučeno ponašanje. Čest primjer za to bila bi starija osoba koja čuje za sve svoje prijatelje koji pate od raznih bolesti i bolova. Ova će osoba početi predviđati probleme i iskusiti rezultate prije nego što joj se nešto stvarno dogodi. Ljudi koji pate od ovoga vjerojatno imaju hiperalgeziju.
Upitnik o strahu od bola (trenutno FPQ-III), alat za skeniranje mentalnog zdravlja, u prošlosti se koristio za testiranje na algofobiju i utvrđeno je da ima dobru internu konzistentnost i pouzdanost u ponovnom testiranju.